# Municipio de Jefferson (condado de Henry, Iowa)
El municipio de Jefferson (en inglés: Jefferson Township) es un municipio ubicado en el condado de Henry en el estado estadounidense de Iowa. En el año 2010 tenía una población de 1566 habitantes y una densidad poblacional de 16,76 personas por km².

## Geografía
El municipio de Jefferson se encuentra ubicado en las coordenadas 41°6′52″N 91°39′53″O / 41.11444, -91.66472. Según la Oficina del Censo de los Estados Unidos, el municipio tiene una superficie total de 93.44 km², de la cual 93,31 km² corresponden a tierra firme y (0,14 %) 0,13 km² es agua.

## Demografía
Según el censo de 2010, había 1566 personas residiendo en el municipio de Jefferson. La densidad de población era de 16,76 hab./km². De los 1566 habitantes, el municipio de Jefferson estaba compuesto por el 94,57 % blancos, el 0,89 % eran afroamericanos, el 0,38 % eran amerindios, el 1,09 % eran asiáticos, el 2,36 % eran de otras razas y el 0,7 % eran de una mezcla de razas. Del total de la población el 2,87 % eran hispanos o latinos de cualquier raza.